# ख़
Cette page contient des caractères spéciaux ou non latins. S’ils s’affichent mal (▯, ?, etc.), consultez la page d’aide Unicode.
ख़, appelé xa et transcrit x, est une consonne de l’alphasyllabaire devanagari. Elle est composée d’un kha ‹ ख › et d’un point souscrit.

## Utilisation
Le xa ‹ ख़ › est utilisé en hindi pour transcrire une consonne fricative vélaire sourde /x/, par exemple utilisée dans le mot कुड़ुख़ Kurux « kurukh », ou dans la transcription de la lettre arabe khā ‹ خ › utilisée en ourdou.

## Représentations informatiques
- précomposé

| formes | représentations | chaînes de caractères | points de code | descriptions                                      |
| ------ | --------------- | --------------------- | -------------- | ------------------------------------------------- |
| pleine | ख़               | ख़                     | U+0959         | lettre devanagari khha                            |
| morte  | ख़्               | ख़◌्                    | U+0959 U+094D  | lettre devanagari khha, symbole devanagari virama |

- décomposé

| formes | représentations | chaînes de caractères | points de code       | descriptions                                                                |
| ------ | --------------- | --------------------- | -------------------- | --------------------------------------------------------------------------- |
| pleine | ख़               | ख◌़                    | U+0916 U+093C        | lettre devanagari kha, symbole devanagari noukta                            |
| morte  | ख़्               | ख◌़◌्                   | U+0916 U+093C U+094D | lettre devanagari kha, symbole devanagari noukta, symbole devanagari virama |